# Hertogdom Saksen (1485-1547)
Het hertogdom Saksen (Duits: Herzogtum Sachsen) was een middelgroot land in het Heilige Roomse Rijk. Het werd geregeerd door de jongere Albertijnse linie van het huis Wettin.
Het land bestond uit twee delen, die van elkaar gescheiden werden door het keurvorstendom Saksen, dat geregeerd werd door de oudere Ernestijnse linie van het huis Wettin. Het noordwestelijke deel lag in het noorden van Thüringen en het gebied rond de handelsstad Leipzig. Het zuidoostelijke deel lag aan de bovenloop van de Elbe en op de noordelijke hellingen van het Ertsgebergte. De belangrijkste steden in dit deel van het land waren Meißen, St. Annaberg en de hoofdstad Dresden. Het hertogdom werd in 1500 ingedeeld bij de Oppersaksische Kreits.
Het hertogdom Saksen ontstond in 1485 toen het keurvorstendom Saksen in tweeën werd gedeeld. Hierdoor ontstonden twee landen die Saksen genoemd werden: het Ernestijnse keurvorstendom en het Albertijnse hertogdom. Tijdens de Schmalkaldische Oorlog van 1546-1547 koos hertog Maurits de zijde van de keizer Karel V tegen de keurvorst van Saksen, Johan Frederik I van Saksen, lid van de Schmalkaldische Bond, een alliantie van protestantse vorsten en steden. Na de overwinning van de keizer werd Maurits hiervoor beloond met het grootste deel van de Ernestijnse gebieden en de keurvorstelijke rechten. Het hertogdom ging op in het nieuwe Albertijnse keurvorstendom, terwijl de overgebleven Ernestijnse gebieden in Thüringen gedegradeerd werden tot hertogdom Saksen.

## Geschiedenis

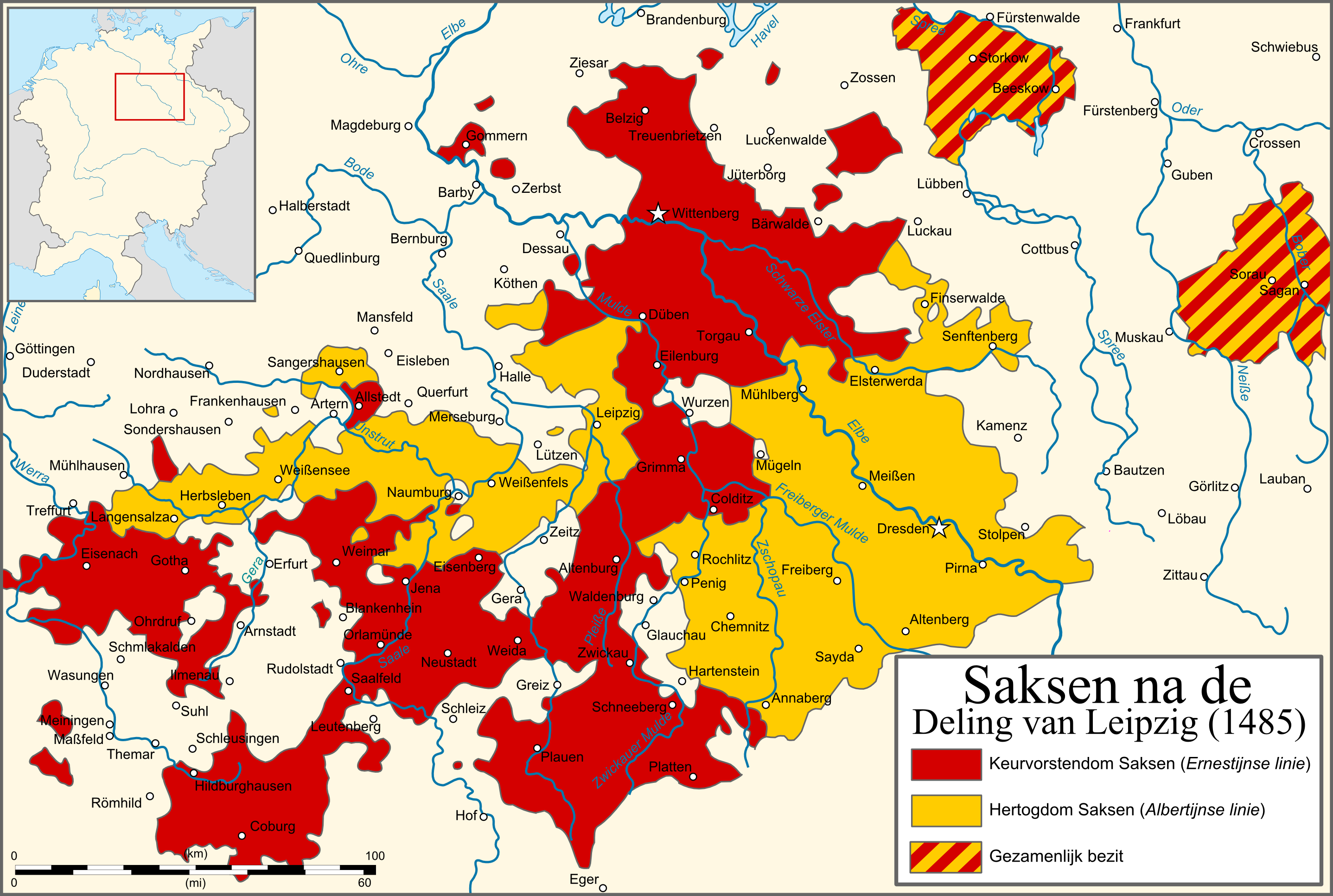
Kaart van Saksen na de Deling van Leipzig in 1485. Het hertogdom Saksen is geel afgebeeld.

### De verdeling van Saksen
In 1465 hadden de broers Ernst en Albrecht van Saksen hun vader samen opgevolgd in het keurvorstendom Saksen. Toen hun oom Willem de Dappere in 1482 overleed en Thüringen bij het keurvorstendom werd gevoegd, besloot Ernst om Saksen tussen hem en zijn broer te verdelen. Als oudere broer kreeg Ernst de gebieden rond Wittenberg en de daarmee verbonden keurvorstelijke waardigheid. Albrecht koos zijn deel uit de overgebleven gebieden, waarmee het nieuwe Albertijnse hertogdom Saksen ontstond.
Albrecht richtte een eigen raad op en vaardigde nieuwe rechtsregels uit voor zijn nieuwe hertogdom. Ook werd een aparte statenvergadering opgericht, waardoor het land niet alleen tussen de heersers maar ook bestuurlijk werd opgesplitst. Het bestuur over de heerlijkheden in de Lausitz, het hertogdom Sagan en de inkomsten uit de mijnbouw in de Schneeberg bleven wel gezamenlijk.
Over de verdeling van verschillende gebieden en rechten bleef lang onenigheid bestaan. Over het precieze verloop van de grens in 1486 moesten de staten al bemiddelen tussen de twee broers. De deling veroorzaakte een tegenstelling tussen de twee linies die tot aan het einde van de 16e eeuw bleef bestaan.

### Albrecht, de keizer en de Friezen

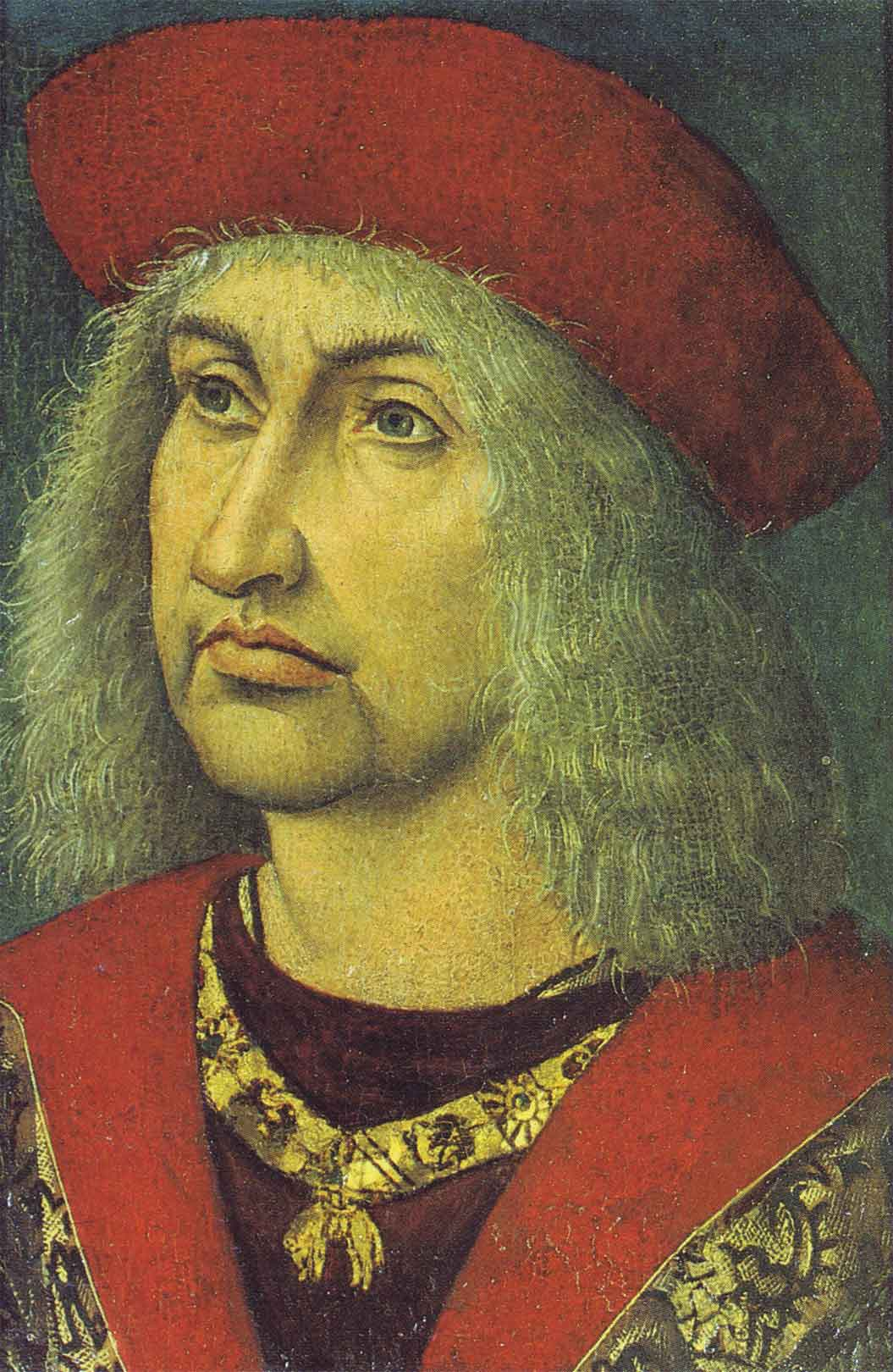
Albrecht, hertog van Saksen en potestaat van Friesland.

Hertog Albrecht bleef, in tegenstelling tot zijn neef keurvorst Frederik de Wijze, zeer trouw aan de Habsburgse keizers van het Heilige Roomse Rijk. Hij trok ten strijde tegen de Hongaarse koning Matthias Corvinus en hielp keizer Maximiliaan I om de Vlaamse opstand te onderdrukken. Om zijn veldtochten te betalen zette Albrecht de Saksische inkomsten uit de zilvermijnbouw in. Als dank voor zijn steun werd Albrecht geëerd met verschillende titels, waaronder opperbevelhebber van het rijksleger en ridder in de Orde van het Gulden Vlies.
Tijdens zijn veldtochten in de Nederlanden zocht Albrecht naar een gebied dat hij aan zijn tweede zoon kon laten vererven, zodat zijn twee zoons hun eigen rijksvrije gebieden zouden krijgen. Nadat Albrecht door de Schieringers om hulp was gevraagd tegen de Vetkopers, kreeg Albrecht de kans om het door partijstrijd verscheurde Friesland te veroveren. Keizer Maximiliaan bevestigde Albrechts verovering door hem in 1498 tot "erfelijk potestaat" van Friesland te benoemen. Albrecht richtte in Friesland een krachtig bestuur op. Hij deelde het land in in districten, stelde stadhouders aan, hief belastingen en voerde het Romeins recht in.
In 1499 trok Albrecht terug naar Saksen, waar hij zijn testament opmaakte. Hierin voerde hij de Primogenituur in, maar de regerende hertog moest zijn broers wel onderhouden door hen de inkomsten en rechten in bepaalde delen van het land te geven. Terwijl Albrecht in Saksen was, kwamen de Friezen in opstand tegen zijn tweede zoon Hendrik, die Albrecht in Franeker als regent had achtergelaten. Albrecht vertrok weer naar Friesland en wist de opstand te onderdrukken, maar hij stierf korte tijd later terwijl hij op veldtocht was in Oost-Friesland.

### Opstand en opbouw
Na de dood van zijn vader weigerde Hendrik de heerschappij over Friesland over te nemen, zodat Albrechts oudste zoon George zowel Saksen als Friesland moest besturen. George bouwde het centrale bestuur in Friesland uit, waarbij hij onder andere het leenstelsel probeerde in te voeren. Een aantal Friese hoofdelingen weigerde dit te aanvaarden en kwam opnieuw in opstand tegen het Saksische gezag. Tegelijkertijd kostte Friesland het hertogdom Saksen meer geld dan het opbracht, waardoor George tussen 1500 en 1515 in onderhandeling was met verschillende partijen om het gebied te verkopen. Uiteindelijk werd Friesland in 1515 gekocht door Karel van Bourgondië voor 200.000 gulden.

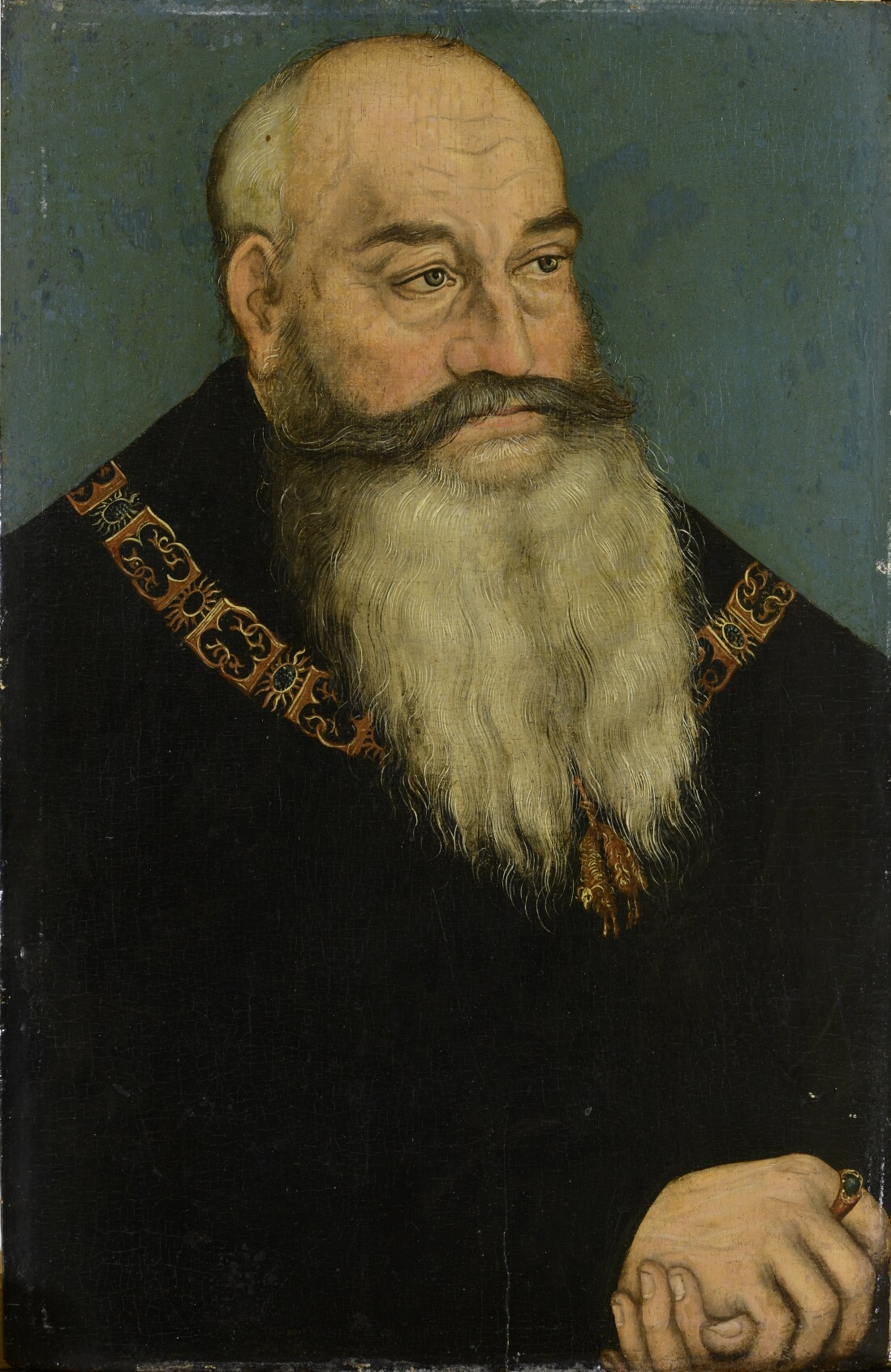
George met de Baard op latere leeftijd, portret door Lucas Cranach de Oude.

Niet alleen in Friesland, maar ook in Saksen verbeterde George bestuur en economie, waarbij hij zo veel mogelijk in samenspraak met de staten regeerde. De schulden, die het hertogdom had opgebouwd door het bestuur over Friesland, werden aangepakt door de handel en de mijnbouw te stimuleren. Leipzig kreeg op aandringen van de hertog het stapelrecht van de keizer en groeide uit tot de belangrijkste stad van Midden-Duitsland. De bloei van de mijnbouw in het Ertsgebergte trok immigranten aan, waardoor Marienberg en St. Annaberg uitgroeiden tot steden. Ondanks de investeringen zou het tot de jaren 30 van de 16e eeuw duren voordat het hertogdom de staatsschulden kon afbetalen en zelfs geld kon gaan uitlenen.

### De katholieke hertog en de reformatie
Terwijl het keurvorstendom Saksen onder invloed van de hervormer Maarten Luther en zijn beschermheer Frederik de Wijze uitgroeide tot het centrum van de reformatie, bleef George trouw aan de Rooms-Katholieke Kerk. De hertog was het op sommige punten eens met de hervormingsbeweging: hij verzette zich tegen de aflatenhandel en liet controleren of de monniken en nonnen in het hertogdom zich aan de kloosterregels hielden. Maar toen Luther de heiligverklaring van Benno van Meißen, waarvoor George zich persoonlijk had ingezet, in een geschrift belachelijk maakte, kwamen de kerkhervormer en de hertog tegenover elkaar te staan. Vanaf 1522 verbood George religieuze vernieuwing en liet sympathisanten van Luther arresteren.
Toen de Boerenoorlog uitbrak en zich naar Midden-Duitsland verspreidde, werkte de katholieke hertog samen met de keurvorst en de Lutherse landgraaf van Hessen om de opstand te onderdrukken. George was een van de aanvoerders van het vorstelijke leger dat de boeren in de Slag bij Frankenhausen vernietigend versloeg. Als reactie op de opstand, waarin de boeren zich hadden beroepen op het lutherse geloof, sloten de katholieke vorsten het Verbond van Dessau tegen opstandelingen en protestanten. Hoewel het verbond weinig invloed had, was het de aanleiding voor protestantse vorsten om hun eigen verbond te stichten. In 1531 werd onder leiding van de keurvorst van Saksen het Schmalkaldisch Verbond gesloten, waar ook Georges broer Hendrik lid van werd. Hendrik voerde het lutherse geloof in op zijn eigen domeinen, die officieel onder het hertogdom vielen.
Om het hertogdom voor het katholicisme te behouden probeerde George te voorkomen dat Hendrik hem als hertog zou opvolgen. Nadat zijn oudste zoon in 1537 gestorven was, werd Georges zwakzinnige tweede zoon zijn erfgenaam. George stelde vast dat na zijn dood een regentschapsraad uit de Staten het hertogdom moest besturen. Toen hij ook zijn tweede zoon overleefde veranderde hij zijn testament en stelde vast dat Ferdinand van Habsburg, de broer van keizer Karel V, het hertogdom zou erven. Voordat hij zijn handtekening kon zetten, stierf George zelf, waardoor Hendrik in 1539 toch de nieuwe hertog van Saksen werd.

### De "Judas van Meißen"
Het eerste wat Hendrik deed toen hij hertog werd, was de reformatie invoeren, zonder dat hij daarbij de Staten om toestemming vroeg. De bezittingen van de bisschoppen van Meißen, Naumburg en Zeits binnen het hertogdom werden geseculariseerd en de kloosters werden opgeheven. Een afvaardiging van de Staten moest beslissen hoe de kerkelijke goederen en landerijen werden verdeeld. De leden van de Staten verdeelden de kerkelijke goederen onder elkaar, zodat de centrale regering er door de reformatie financieel niet veel op vooruit ging.

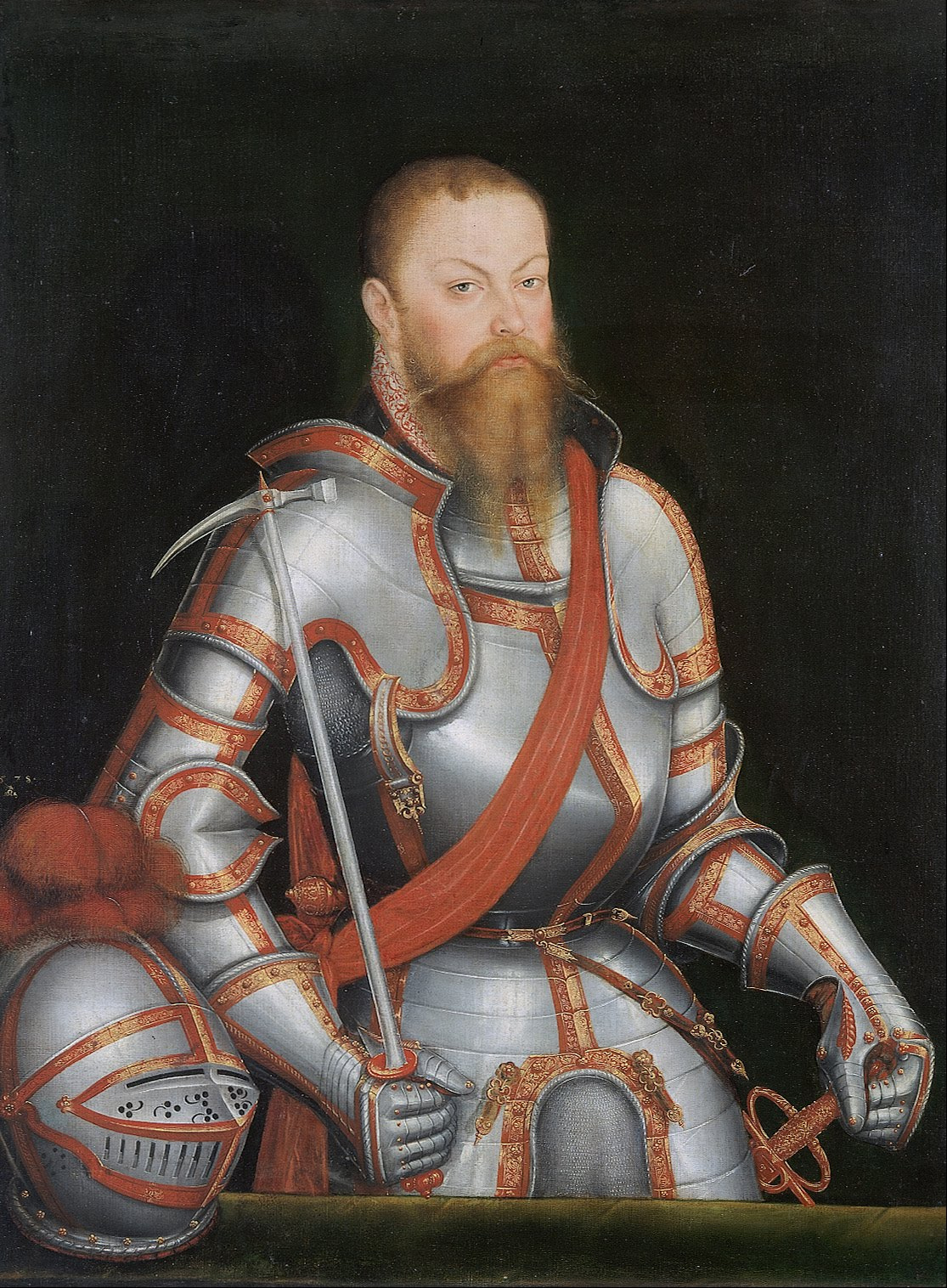
Maurits van Saksen, de "Judas van Meißen", in wapenrusting. Portret uit 1578 door Lucas Cranach de Jongere.

Hendrik werd na een regeringsperiode van twee jaar opgevolgd door zijn zoon Maurits. Maurits verhoogde de belastingen en de inkomsten uit de mijnbouw, zodat hij een ambitieuze buitenlandse politiek kon voeren. In 1542 kwam hij in conflict met keurvorst Johan Frederik de Grootmoedige over de belastingen die het prinsbisdom Meißen moest betalen aan het Rijk om de Ottomaanse Turken te bestrijden. Uiteindelijk werd een oorlog voorkomen door bemiddeling van Luther en de landgraaf van Hessen, maar Maurits en Johan Frederik bleven tegenstanders.

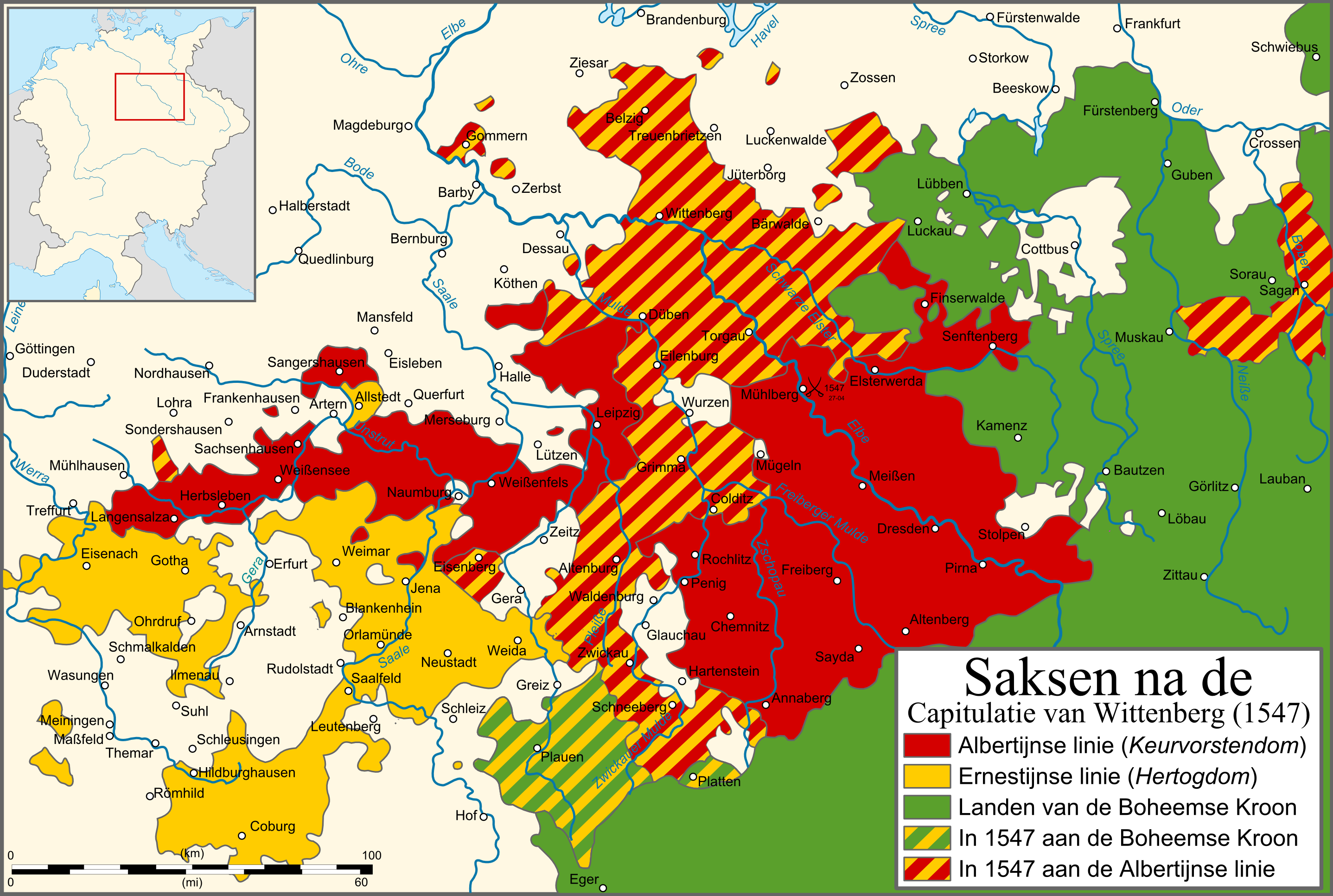
Saksen na de Capitulatie van Wittenberg in 1547. Het door Maurits op het Ernestijnse keurvorstendom veroverde gebied is rood-geel gestreept afgebeeld.

Vanaf 1545 begon keizer Karel V met de voorbereidingen voor een oorlog tegen het Schmalkaldisch Verbond. De keizer probeerde hiermee zijn positie in het Rijk te versterken en zijn politieke tegenstanders te verslaan. Keurvorst Johan Frederik en landgraaf Filips van Hessen werden in de rijksban gedaan. Maurits kreeg van de keizer de opdracht om de ban uit te voeren. In ruil hiervoor zou hij met alle landen en titels van Johan Frederik beleend worden. Hertog Maurits werd een van Karels belangrijkste bondgenoten in de oorlog. Het Schmalkaldisch verbond voelde zich door hem verraden, waardoor hij de bijnaam "Judas van Meißen" kreeg opgeplakt.
Terwijl de keurvorst en de keizer langs de Donau op veldtocht waren, veroverde Maurits in korte tijd het keurvorstendom, op de steden Wittenberg en Gotha na. Toen Johan Frederik hiervan hoorde, trok hij met zijn leger naar het noorden, waar hij zijn land heroverde en het beleg voor Leipzig sloeg. Het lukte de keurvorst niet om de stad in te nemen, waarop hij verder het hertogdom binnentrok en het mijnbouwgebied in het Ertsgebergte veroverde. Ondertussen had Karel V zijn vijanden in het zuiden verslagen, en trok hij met zijn leger naar het noorden om het hertogdom te ontzetten. Na een veldtocht langs de Elbe werd de bond vernietigend verslagen bij Mühlberg. Johan Frederik moest zich overgeven en werd gedwongen om de Capitulatie van Wittenberg te tekenen. Zoals beloofd werd Maurits in rang verhoogd tot keurvorst en kreeg hij, op Thüringen na, de gebieden van Johan Frederik in handen. Tijdens de Rijksdag van Augsburg in 1548 werd de belening officieel. Het Albertijnse keurvorstendom dat hiermee ontstond was na de gebieden van de Habsburgers het grootste land in het Heilige Roomse Rijk.

## Economie

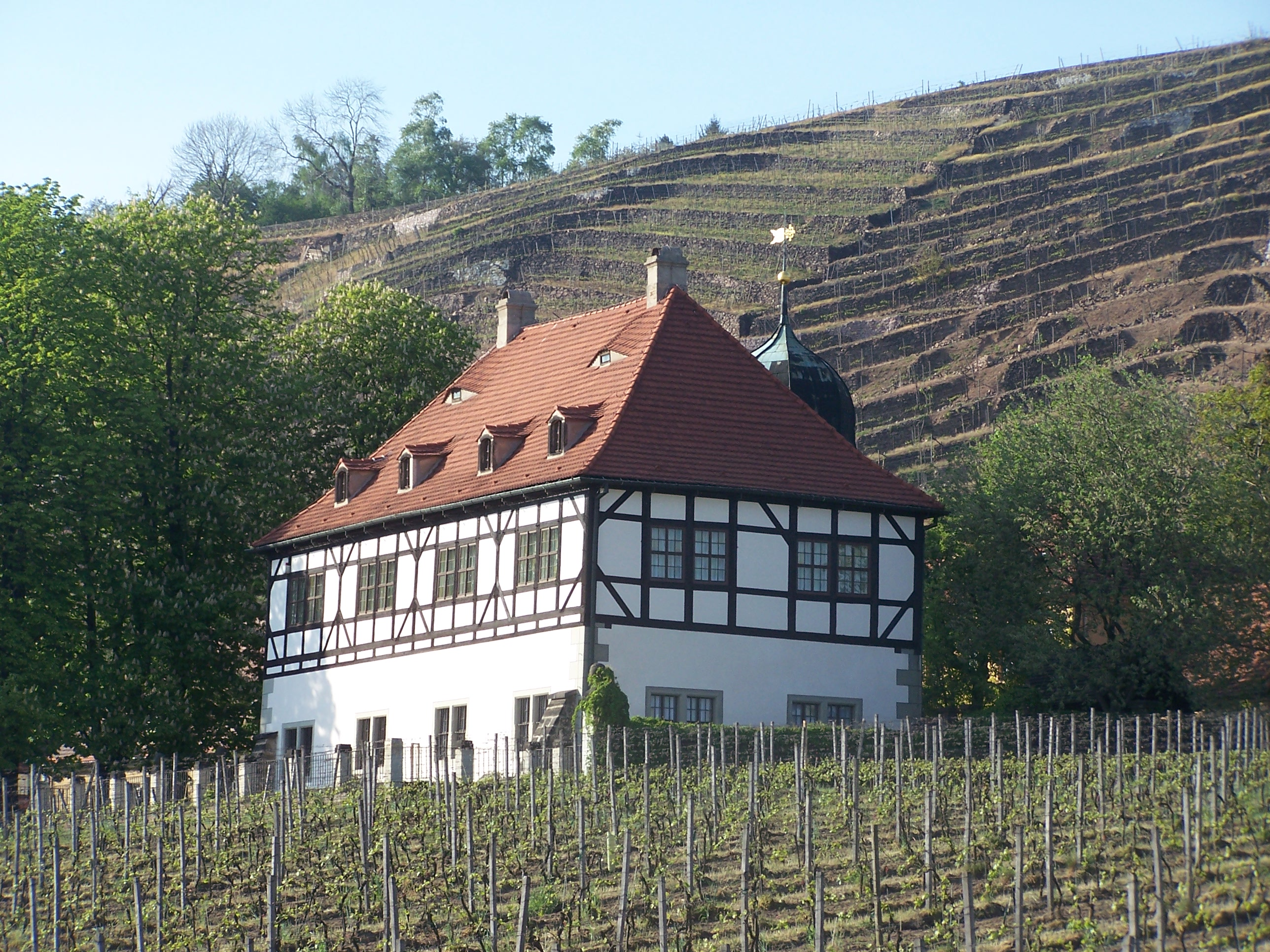
Wijnbouw in het stadje Radebeul.

### Landbouw
In Saksen was net als in de rest van Europa in de 16e eeuw de landbouw de belangrijkste economische sector. Het grootste deel van de opbrengsten was bestemd voor eigen gebruik van de plattelandsbevolking of werd verkocht aan de inwoners van de steden. De basis van het dagelijkse voedsel bestond uit granen, met name spelt. De landbouw ondersteunde tegelijkertijd de groei van de mijnbouw in het Ertsgebergte. Twee derde van het voedsel in de mijnsteden werd in lager gelegen gebieden ten zuiden van Leipzig geproduceerd. Saksen voerde geen graan uit, dit in tegenstelling tot de noordelijker gelegen regio's ten oosten van de Elbe. Wijn, waarvoor druiven op de oevers van de Elbe werden verbouwd – het wijngebied Saksen – vormde wel een belangrijk exportproduct. Saksisch bier werd daarentegen vooral voor regionaal gebruik gebrouwen. De productie van bier en wijn werd door de hertog belast en vormde samen met de mijnbouw de voornaamste inkomstenbron van de regering.
De schapenhouderij was voor zowel de overige landbouw als voor de textielindustrie van belang. De mest van de schapen was nodig om de akkers te kunnen bemesten, terwijl de wol werd gebruikt om stoffen mee te produceren. In Saksen werden ongeveer een miljoen schapen gehouden, waarmee het gebied een belangrijke wolproducent was. De textiel- en papierindustrie in Leipzig profiteerde ook van de grootschalige verbouw van vlas: zowel papier als linnen wordt gemaakt van vlasvezels. In het Thüringse deel van het hertogdom werd ten slotte wede verbouwd, waaruit een blauwe kleurstof kan worden gewonnen.

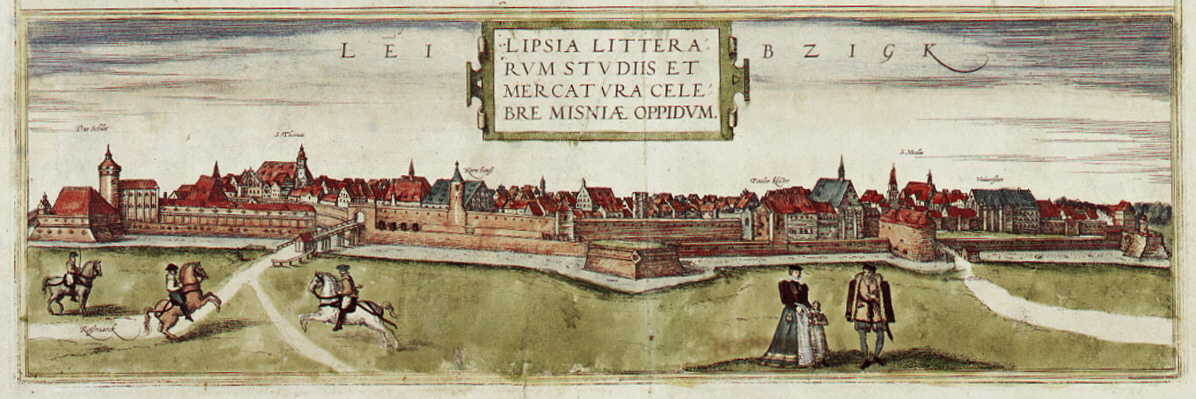
Leipzig, de grootste stad van het hertogdom en het belangrijkste handelscentrum van de regio rond 1570. Door Georg Braun en Frans Hogenberg in de Civitates Orbis Terrarum.

### Handel en nijverheid
Handel en industrie van Saksen waren geconcentreerd in Leipzig, de grootste stad van het land. De stad was gunstig gelegen op de route tussen Noord- en Zuid-Duitsland en tussen Hessen en het Rijnland en meer oostelijk gelegen gebieden zoals Polen. Aan het eind van de 15e eeuw moest Leipzig concurreren met Erfurt en Maagdenburg. Hertog George stimuleerde bewust de groei van de stad door de keizer te bewegen om belangrijke privileges, waaronder het stapelrecht, aan Leipzig te verlenen. Het stapelprivilege van Leipzig uit 1507 verbood andere steden binnen een straal van 15 mijl om een stapelmarkt te onderhouden. Erfurt en Maagdenburg lagen binnen deze grens en werden hiermee als concurrenten uitgeschakeld.
De nijverheid in Leipzig en de rest van Saksen bestond vooral uit textiel- en papierindustrie. Deze industrieën werden bevoorraad door de akkerbouw en schapenhouderij van het omliggende platteland. Door de bloei van de papierindustrie en de aanwezigheid van een universiteit kon Leipzig uitgroeien tot een centrum van de boekdrukkunst.

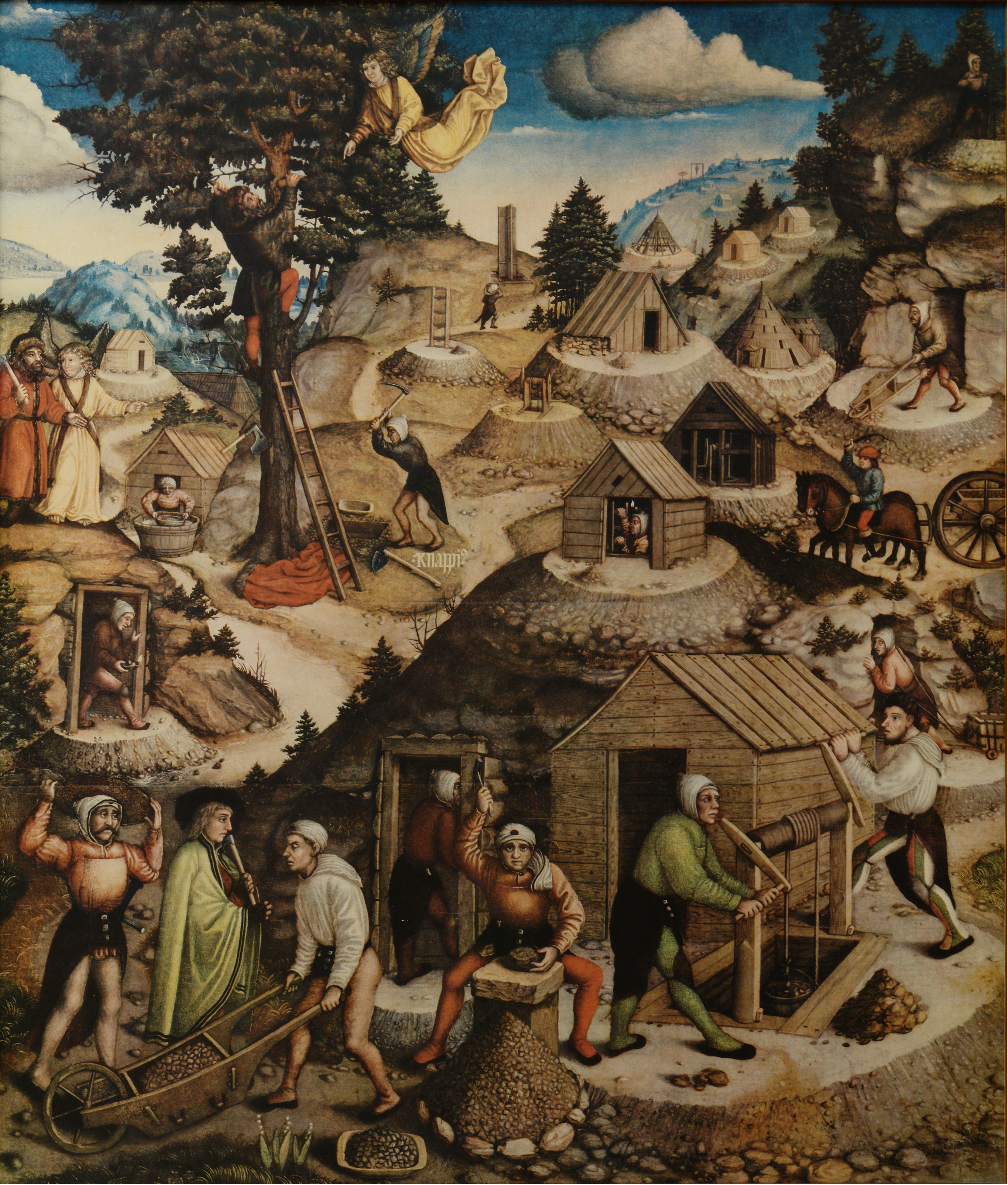
Mijnbouw in het Ertsgebergte. Hoofdpaneel van een 16e-eeuws altaarstuk in Annaberg-Buchholz.

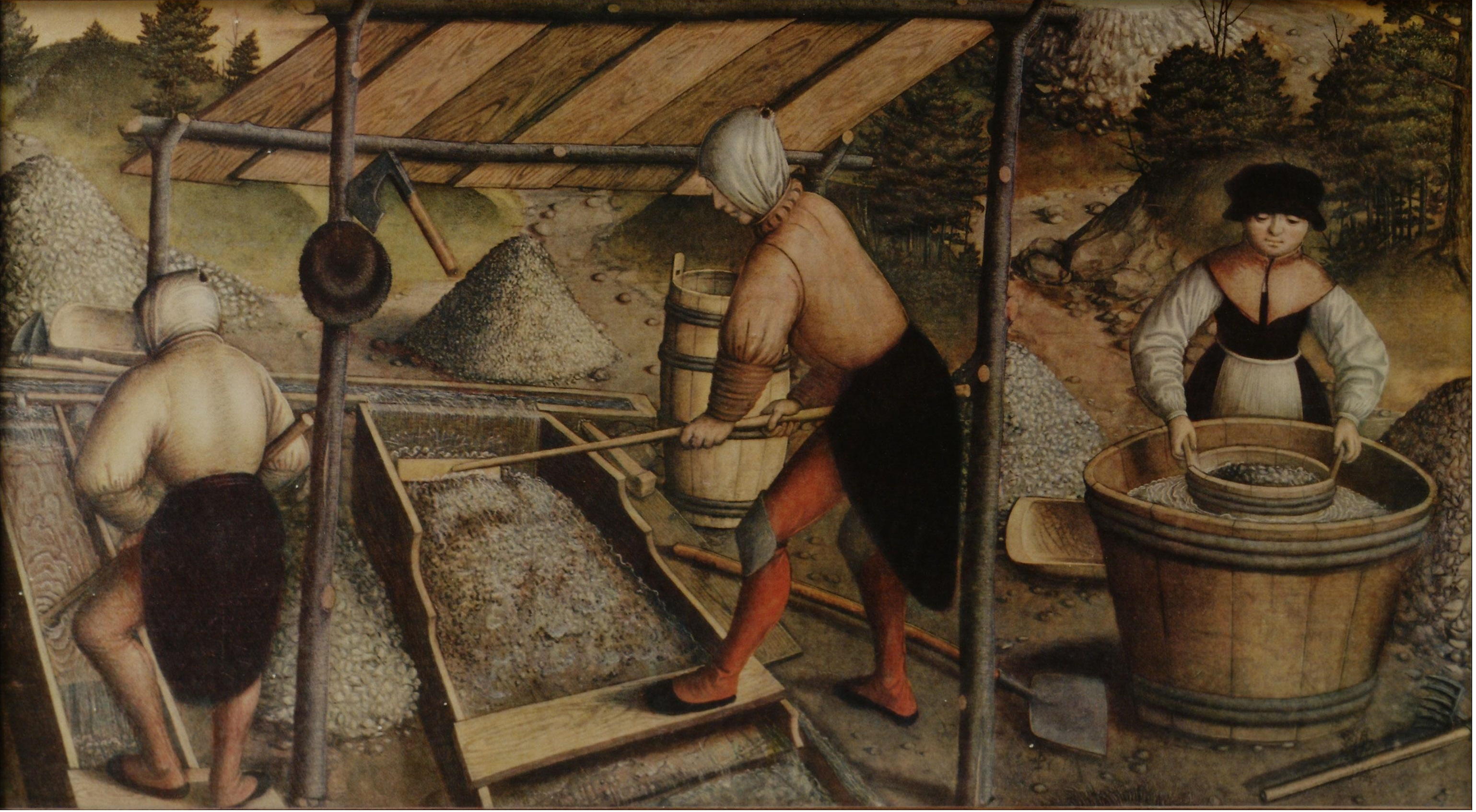
Sorteren van erts. Onderste paneel van een 16e-eeuws altaarstuk.

### Mijnbouw
De relatieve rijkdom van het hertogdom Saksen in vergelijking met andere Duitse landen kwam voort uit de exploitatie van de ertsvoorraden in het Ertsgebergte. In de mijnen werd vooral zilver, koper, lood, zink en tin gewonnen. Bismut en kobalt, zeldzame metalen die werden gebruikt in legeringen, werden in mindere mate gevonden. Steenkool werd op kleine schaal gewonnen, maar de belangrijkste brandstoffen voor de metaalindustrie bleven hout en houtskool.
Bij de verdeling van Saksen in 1485 was de mijnbouw geconcentreerd rond Schneeberg. De inkomsten uit deze mijnen werden gedeeld door de keurvorst en de hertog van Saksen. In 1492 werd in de Schreckenberg een nieuwe zilverader gevonden. Deze vondst leidde tot een zilverkoorts waardoor grote groepen immigranten naar het hertogdom trokken. St. Annaberg groeide uit tot een stad met 12.000 inwoners, waarmee de stad Leipzig overtrof en de grootste stad van het hertogdom werd. De groei van de mijnbouw was mogelijk door de investeringen van kooplieden uit Leipzig en Chemnitz maar ook uit steden buiten het hertogdom, waaronder Neurenberg en Venetië.
Technische vernieuwingen maakten de mijnen winstgevender dan in de late 15e eeuw. Met molens die door dieren werden aangedreven kon men tot ongeveer 250 meter diep graven. Om dieper te kunnen gaan werd steeds meer gebruikgemaakt van watermolens, waardoor ook dieper gelegen ertslagen bereikt konden worden. Om het zilver van lood te scheidden werd gebruikgemaakt van cupellatie, een sinds de oudheid bekende techniek. Door de ontdekking van liquatie konden zilver en lood ook gescheiden worden van metalen zoals koper, waardoor ook de winning van onzuivere ertsen steeds winstgevender werd.
De hertogelijke mijnbouwrechten waren verantwoordelijk voor ongeveer twee derde van de inkomsten van de regering. Door zogenaamde bergämter in te stellen kreeg de regering meer controle over het mijnbouwgebied. In elk bergämt werd een vertegenwoordiger van de hertog, de berghauptmann, aangesteld die samen met gespecialiseerde ambtenaren toezicht op de mijnbouw moest houden. De hertogen konden door de zilverproductie hun eigen munten laten slaan. De Saksische munten waren van goede kwaliteit en ondersteunden daarmee het muntwezen in het Duitse Rijk.
Rond het midden van de 16e eeuw begonnen de inkomsten uit de mijnbouw af te nemen. Niet alleen door de uitputting van de ertslagen, maar vooral door de import van goud en zilver uit de Nieuwe Wereld. Veel mijnwerkers schakelden over van de zilver- naar de tinmijnbouw, dat daardoor sterk groeide. In de mijnbouwsteden liep het aantal inwoners sterk terug, zo had Annaberg rond 1600 nog maar 2000 inwoners.

## Sociale verhoudingen
Samen met de geestelijkheid was de adel vrijgesteld van de meeste belastingen. Omdat de edelen vrijgesteld waren van de belastingen op wijn en bier hadden ze een sterke economische positie tegenover de steden. Edelen konden hun horigen dwingen om alleen bier in herbergen te drinken die door henzelf beheerd werden, waardoor de herbergen in de steden inkomsten misliepen én alle belastingen op moesten brengen. Ook zette de adel op het platteland verschillende industrieën, zoals weverijen, op die met de industrieën in de steden concurreerden. Op landdagen probeerden de steden de hertog ertoe over te halen om hiertegen op te treden, maar de hertog deed niets om de steden te beschermen.
De boeren werden door de hertog wel beschermd. De hertog zag erop toe dat boeren niet gestraft werden als ze een rechtszaak aanspanden tegen de adellijke landeigenaars. De schikkingen die de hertogelijke rechtbank aanbood waren meestal voordelig voor de boeren. Als de edelman zich niet aan de uitspraak hield liet de hertog zijn bezittingen confisqueren. Hierdoor versterkte de hertog zijn positie in het land en bleven Saksische boeren de excessen van adellijke machtsuitbreiding bespaard.

## Bestuur
Het bestuur van het hertogdom was in handen van de hertog en zijn hofraad. Zowel de uitvoerende, de wetgevende als de rechterlijke macht vielen onder de hertog. De rechtspraak werd uitgevoerd door het Oberhofgericht in Leipzig, hoewel altijd een beroep op de hertog kon worden gedaan. Op lokaal niveau stelde de hertog een Amtmann aan, die het hertogelijk beleid in de ämter moest uitvoeren. Bij de uitvoering van het bestuur was de hertog verder afhankelijk van de Staten van Saksen. Deze bestonden uit drie groepen: de edelen, de prelaten en de steden. De Staten werden door de hertog samengeroepen op een landdag, meestal in Leipzig, waar ze toestemming gaven voor het heffen van extra belastingen of directe financiële steun aan de hertog en zijn regering gaven. Ook liet de hertog vaak wetten door de Staten bevestigen om ze extra legitimiteit te geven, hoewel ook niet door de Staten goedgekeurde wetten rechtsgeldig waren.

### Bestuurlijke ontwikkelingen
Onder hertog Albrecht waren de financiën voor het hof en het land nog van elkaar gescheiden. Met de door George ingevoerde hofordung van 1502, waarmee niet alleen het hof maar het landsbestuur werd vastgelegd, kwam hier een einde aan. De hofordung legde tegelijk vast dat de hofraad bestond uit de maarschalk, kanselier en de hofmeester die zich met alle binnen- en buitenlandse politieke zaken bemoeiden. De hofraad kon naar wens worden uitgebreid met andere raadsleden. De hofhouding stond onder leiding van de hofmaarschalk.
Hertog George hervormde ook op lokaal niveau het bestuur. In de ämter werd de nieuwe functie schösser geschapen, die de financiële leiding van een amt op zich nam. De amtmann bleef de overige bestuurstaken uitvoeren. Om het bestuur te vergemakkelijken creëerde George in 1513 de kreisen als nieuwe bestuurslaag tussen de ämter en de centrale regering.

## Bestuurlijke indeling
Het hertogdom Saksen was ingedeeld in 32 ämter. In 1513 werden de Kreisen als een extra bestuurlijke laag tussen de ämter en het land opgericht. Traditioneel was het hertogdom opgebouwd uit delen van het markgraafschap Meißen en het landgraafschap Thüringen. Bestuurlijk had deze indeling echter geen betekenis meer.
In het markgraafschap Meißen lagen de volgende ämter:
St. Annaberg, Augustusburg, Delitzsch, Dippoldiswalde, Dresden, Frankenberg, Frauenstein, Freiberg, Grillenburg, Großenhain, Hohnstein, Lauterstein, Leipzig, Lohmen, Meißen, Mühlberg, Nossen, Oschatz, Pegau, Pirna, Radeberg, Rauenstein, Rochlitz, Rochsburg, Sachsenburg en Wolkenstein.
Het landgraafschap Thuringen bestond uit: Eckartsberga, Langensalza, Weißenfels en Weißensee.

## Heersers
- 1485–1500: Albrecht de Kloekmoedige
- 1500–1539: George met de Baard
- 1539–1541: Hendrik de Vrome
- 1541–1547: Maurits